# Sant Miquel del Corb
Sant Miquel del Corb és una església del municipi de les Preses inclosa en l'Inventari del Patrimoni Arquitectònic de Catalunya.

## Descripció
Antiga església romànica ubicada als vessants nord de la serra del Corb, a mig faldar d'un dels contraforts de l'encinglerat Puigrodó. El temple és d'una sola nau coberta amb volta de canó. Durant el segle xviii es va sobrealçar la teulada. La porta d'accés, dovellada, està ubicada a la façana de ponent, protegida per una porxada. El campanar és de torre, amb teulada a quatre vessants i està recolzat sobre la façana oest. Antigament el campanar era d'espadanya de dos ulls. El costat de migjorn està reforçat amb dos contraforts.
Dedicada a l'arcàngel sant Miquel té uns goigs dedicats que canten: "De l'Església protector / Zelós, fervorós i fiel: / Del Lloc del Corp defensor / Siau Arcàngel Sant Miquel".

## Història
La primera citació de "villares que vocant Corbos", és a dir, el Corb i les Preses, data de l'any 957, quan el 31 de maig la noble dama Ricarda va donar una extensa aloetat tot incorporant-la a les possessions del monestir de Sant Benet del Bages. El seu origen possiblement és preromànic però l'actual fàbrica és d'època romànica amb remodelacions del segle xviii. Una pedra cantonera amb la inscripció: "Joseph Camps paborere de Sant Miquel, 1806", mostra reformes posteriors.
Recentment ha estat molt restaurada.